# Gustav Kinn
Gustav Rickard Kinn, född 10 juni 1895 i By församling, Kopparbergs län, död 31 oktober 1978 i Älvkarleby församling, Uppsala län,  var en svensk friidrottare (långdistanslöpare). Han tävlade för IF Thor och vann SM-guld i maratonlöpning åren 1917, 1919-1922, 1924-1926 samt 1928-1929.
Han deltog i maratonloppen vid OS 1920 (17:e plats), 1924 (åttonde plats) och 1928 (23:e plats). Han vann Kungsbackaloppet 1921, 1923 och 1925. 1921 kom han tvåa i Sporting Life's maratonlopp.